# جيرارد بيكمانس
جيرارد بيكمانس (بالهولندية: Gerard Beekmans)‏ هو عالم حاسوب هولندي ولد عام 1979، وهو مؤسس ومنظم مشروع لينكس من الصفر.

## وصلات خارجية
- 2002/11/21 9:08:42 Interview: Interview with Gerard Beekmans on Community Linux From Scratch (en.CLFS.org - defunct) preserved on Archive.org
- 2007/10/12 Its [sic] Linux and I did it my way – interview with Beekmans on Toolbox.com